# Eupatula macfarlanei
Eupatula macfarlanei là một loài bướm đêm trong họ Noctuidae.